# Pratt & Whitney Canada PW200
Pratt & Whitney Canada PW200 je rodina turbohřídelových motorů vyvinutých společností Pratt & Whitney Canada specificky pro použití ve vrtulnících. Používat se začaly od 90. let 20. století.

## Varianty
- PW205B
  - První rozběh roku 1987, typ pouze testován v dvoumotorovém MBB Bo 105.[1]
- PW206A
  - Typ s maximálním trvalým výkonem 550 shp (410 kW),[2] určený pro MD Explorer.
- PW206B
  - Typ s maximálním trvalým výkonem 431 shp (321 kW),[2] určený pro Eurocopter EC 135.
- PW206B2
  - Typ s maximálním trvalým výkonem 431 shp (321 kW).[2]
- PW206C
  - Typ s maximálním trvalým výkonem 561 shp (418 kW),[2] určený pro Agusta A109 Power.
- PW206E
  - Typ s maximálním trvalým výkonem 572 shp (427 kW),[2] určený pro MD Explorer.
- PW207C
  - Typ s maximálním trvalým výkonem 572 shp (427 kW),[2] určený pro AgustaWestland AW109S Grand.
- PW207D
  - Typ s maximálním trvalým výkonem 572 shp (427 kW).[2]
- PW207D1
  - Varianta verze 207D se zvýšeným mechanickým výkonem, maximální trvalý výkon 610 shp (450 kW).[2]
- PW207D2
  - Varianta PW207D1 s vestavěným předehřívačem paliva, maximální trvalý výkon 610 shp (450 kW).[2]
- PW207E
  - Typ s maximálním trvalým výkonem 572 shp (427 kW),[2] určený pro MD 902.
- PW209T
  - Zdvojená varianta („Twinpack“) s maximálním trvalým výkonem 800 shp (600 kW). Vyvíjená mezi lety 1985-1987, kdy byla zrušena, s určením pro Bell 400A.[3]
- PW210
  - Modernizovaná varianta řady PW200. Zlepšení zahrnují sníženou spotřebu paliva, dvoukanálový plně digitální systém řízení chodu motoru (FADEC), snížené emise a zvýšení výkonu v rozmezích od 800 shp (600 kW) do 1 000 shp (750 kW).[4]

## Použití
- AgustaWestland AW109/AW109S Grand
- AgustaWestland AW169
- Airbus Helicopters H160 (jen prototyp)
- Bell 429 Global Ranger
- Boeing A160 Hummingbird
- Eurocopter EC 135/EC 635
- MD Helicopters MD Explorer
- Sikorsky S-76D

## Specifikace
Údaje podle

### Technické údaje
- Typ: turbohřídelový motor
- Délka: 91,2 cm
- Průměr: 50 cm
- Suchá hmotnost: 107,5 kg

### Součásti
- Kompresor: jednostupňový odstředivý
- Spalovací komora: prstencová
- Turbína: jednostupňová vysokotlaká, jednostupňová nízkotlaká

### Výkony
- Maximální výkon: 418 kW (561 shp)
- Měrná spotřeba paliva:
- Poměr výkon/hmotnost: